# Angraecopsis
- Commons
- Wikispecies

Angraecopsis Kraenzl.  é um género botânico pertencente à família das orquídeas (Orchidaceae).

## Sinonímia
- Holmesia  P. J. Cribb
- Microholmesia P. J. Cribb

## Espécies
- Angraecopsis amaniensis Summerh. Zimbabwe
- Angraecopsis breviloba Summerh. 1945.
- Angraecopsis cryptantha
- Angraecopsis falcata Lindl.) Schltr. (Sinônimo:Angraecum fastuosum/ Neofinetia_falcata )
- Angraecopsis gracillima
- Angraecopsis parviflora (Thouars) Schltr.
- Angraecopsis pobeguinii (Finet) H. Perrier.
- Angraecopsis tenerrima Kraenzl. 1900.
- Angraecopsis thomensis Stévart & P. J. Cribb sp. nov. a A. pobeguinii (Finet) H. Perrier. Arch.
- Angraecopsis trifurca (Rchb. f.) Schltr. (Sinônimo:Angraecum comorense).
- Lista completa